# USNS Alan Shepard (T-AKE-3)
L'USNS Alan Shepard (T-AKE-3) est un vraquier de la classe Lewis and Clark lancé en 2007 pour l'United States Navy. Elle fait partie de la flotte pacifique des États-Unis.

## Conception

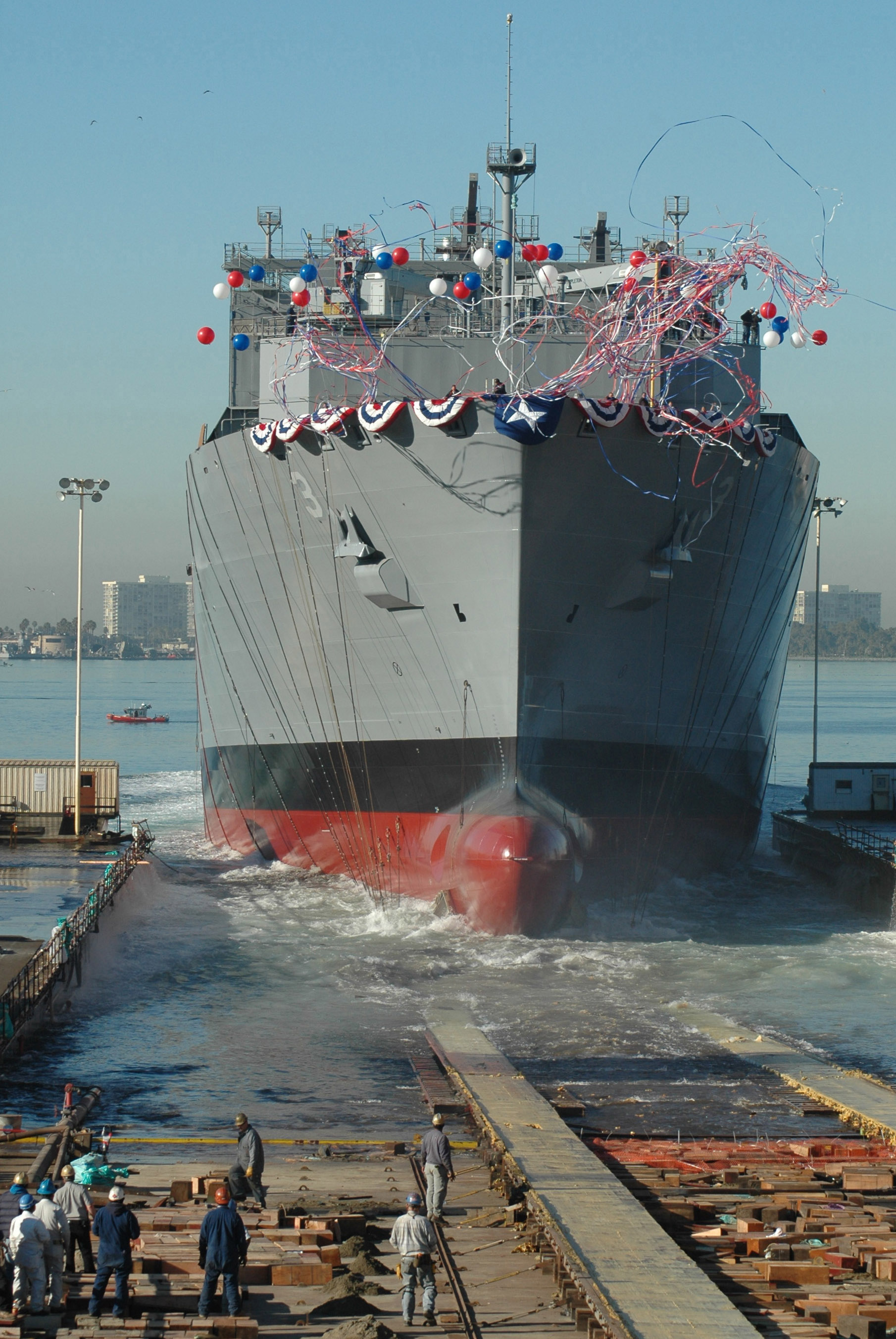
Lancement du navire à San Diego.

Le navire est nommé d'après le contre-amiral Alan Shepard, mieux connu comme astronaute et premier Américain dans l'espace.